# Мустафа Хоссейнхані
Мустафа Хоссейнхані (перс. مصطفی حسین خانی; нар. 27 березня 1989) — іранський борець вільного стилю, бронзовий призер чемпіонату світу, дворазовий чемпіон, срібний та дворазовий бронзовий призер чемпіонатів Азії, срібний призер та триразовий володар Кубків світу, чемпіон Ігор ісламської солідарності.

## Біографія
Боротьбою почав займатися з 2000 року. У 2006 році став чемпіоном Азії серед кадетів. У 2008 та 2009 роках повторив цей успіх на юніорських континентальних першостях. У 2020 році на Кубку Тахті виступив в обох видах боротьби — у вільній та греко-римській і в обох посів перше місце. Виступає за борцівський клуб «Хадем». Тренер Расул Хадем.

## Спортивні результати на міжнародних змаганнях

### Виступи на Чемпіонатах світу
| Змагання                        | Збірна | Вагова категорія          | Місце  |
| ------------------------------- | ------ | ------------------------- | ------ |
| Чемпіонат світу з боротьби 2014 | Іран   | вільна боротьба, до 70 кг | 13     |
| Чемпіонат світу з боротьби 2016 | Іран   | вільна боротьба, до 70 кг | Бронза |
| Чемпіонат світу з боротьби 2017 | Іран   | вільна боротьба, до 70 кг | 8      |
| Чемпіонат світу з боротьби 2018 | Іран   | вільна боротьба, до 74 кг | 13     |

### Виступи на Чемпіонатах Азії
| Змагання                       | Збірна | Вагова категорія          | Місце  |
| ------------------------------ | ------ | ------------------------- | ------ |
| Чемпіонат Азії з боротьби 2010 | Іран   | вільна боротьба, до 66 кг | 9      |
| Чемпіонат Азії з боротьби 2011 | Іран   | вільна боротьба, до 66 кг | 9      |
| Чемпіонат Азії з боротьби 2014 | Іран   | вільна боротьба, до 70 кг | Золото |
| Чемпіонат Азії з боротьби 2016 | Іран   | вільна боротьба, до 74 кг | Золото |
| Чемпіонат Азії з боротьби 2018 | Іран   | вільна боротьба, до 74 кг | Бронза |
| Чемпіонат Азії з боротьби 2020 | Іран   | вільна боротьба, до 74 кг | Бронза |
| Чемпіонат Азії з боротьби 2021 | Іран   | вільна боротьба, до 74 кг | Срібло |

### Виступи на Азійських іграх
| Змагання           | Збірна | Вагова категорія          | Місце |
| ------------------ | ------ | ------------------------- | ----- |
| Азійські ігри 2014 | Іран   | вільна боротьба, до 70 кг | 7     |
| Азійські ігри 2018 | Іран   | вільна боротьба, до 74 кг | 5     |

### Виступи на Кубках світу
| Змагання                    | Збірна | Вагова категорія          | Місце  |
| --------------------------- | ------ | ------------------------- | ------ |
| Кубок світу з боротьби 2010 | Іран   | вільна боротьба, до 66 кг | 9      |
| Кубок світу з боротьби 2011 | Іран   | вільна боротьба, до 66 кг | Срібло |
| Кубок світу з боротьби 2012 | Іран   | вільна боротьба, до 74 кг | 10     |
| Кубок світу з боротьби 2014 | Іран   | вільна боротьба, до 70 кг | Золото |
| Кубок світу з боротьби 2016 | Іран   | вільна боротьба, до 70 кг | Золото |
| Кубок світу з боротьби 2017 | Іран   | вільна боротьба, до 70 кг | Золото |

### Виступи на Іграх ісламської солідарності
| Змагання                          | Збірна | Вагова категорія          | Місце  |
| --------------------------------- | ------ | ------------------------- | ------ |
| Ігри ісламської солідарності 2017 | Іран   | вільна боротьба, до 70 кг | Золото |

### Виступи на інших змаганнях
| Змагання                                   | Збірна | Вагова категорія                 | Місце  |
| ------------------------------------------ | ------ | -------------------------------- | ------ |
| Кубок Тахті 2010                           | Іран   | вільна боротьба, до 66 кг        | 15     |
| Тестовий турнір FILA 2011                  | Іран   | вільна боротьба, до 66 кг        | 8      |
| Золотий Гран-прі з боротьби 2012 (Тегеран) | Іран   | вільна боротьба, до 74 кг        | Золото |
| Гран-прі «Харі Рам» 2012                   | Іран   | вільна боротьба, до 74 кг        | Золото |
| Гран-прі «Іван Яригін» 2013                | Іран   | вільна боротьба, до 74 кг        | 9      |
| Кубок Тахті 2014                           | Іран   | вільна боротьба, до 70 кг        | Золото |
| Золотий Гран-прі з боротьби 2015           | Іран   | вільна боротьба, до 74 кг        | Бронза |
| Кубок Тахті 2016                           | Іран   | вільна боротьба, до 74 кг        | Золото |
| Турнір Дана Колова — Николи Петрова 2019   | Іран   | вільна боротьба, до 74 кг        | 5      |
| Клубний чемпіонат світу з боротьби 2019    | Іран   | команда                          | Золото |
| Кубок Тахті 2020                           | Іран   | вільна боротьба, до 74 кг        | Золото |
| Кубок Тахті 2020                           | Іран   | греко-римська боротьба, до 74 кг | Золото |
| Меморіал Вацлава Циолковського 2021        | Іран   | вільна боротьба, до 74 кг        | Золото |

### Виступи на змаганнях молодших вікових груп
| Змагання                                      | Збірна | Вагова категорія          | Місце  |
| --------------------------------------------- | ------ | ------------------------- | ------ |
| Чемпіонат Азії з боротьби серед кадетів 2006  | Іран   | вільна боротьба, до 58 кг | Золото |
| Чемпіонат Азії з боротьби серед юніорів 2008  | Іран   | вільна боротьба, до 66 кг | Золото |
| Чемпіонат світу з боротьби серед юніорів 2008 | Іран   | вільна боротьба, до 66 кг | 21     |
| Чемпіонат Азії з боротьби серед юніорів 2009  | Іран   | вільна боротьба, до 66 кг | Золото |